# Shaun Eng
Shaun Eng es un empresario malasio y consultor de marketing digital conocido por su trabajo en estrategias de crecimiento del comercio electrónico y publicidad de pago. Es socio de Easy A Media y fundador de Evolve, una comunidad de mentoría y estrategia de comercio electrónico.

## Carrera profesional
Shaun Eng comenzó su carrera en marketing digital y comercio electrónico en 2020. Es cofundador de Easy A Media, donde dirige la publicidad de rendimiento para empresas de comercio electrónico basadas en Shopify. La agencia se centra en campañas de alto presupuesto en plataformas Meta, como Facebook e Instagram.
Además de su trabajo en la agencia, Eng es el fundador de Evolve, una comunidad curada basada en Skool de emprendedores de comercio electrónico y operadores de marcas. Lanzada como una plataforma de mentoría y aprendizaje entre pares, Evolve presta servicio a más de 300 miembros.

## Reconocimiento
En 2025, Forbes publicó un artículo sobre marcos simplificados para la publicidad en Facebook en medio de los cambios en la plataforma y el aumento de los costes. El artículo coincidió con las estrategias promovidas por Shaun Eng, en particular el uso del desarrollo creativo basado en pruebas y la compra optimizada de medios. Su enfoque refleja el creciente énfasis de la industria en la experimentación ágil y la eficiencia en la publicidad digital.